# Дебрево (Смоленская область)
Дебрево — деревня в Вяземском районе Смоленской области России. Входит в состав Заводского сельского поселения. Население — 17 жителей (2007). 
Расположена в восточной части области в 27 км к югу от Вязьмы, в 15 км западнее автодороги Р132 Вязьма — Калуга — Тула — Рязань, на берегу реки Дебря. В 8 км юго-восточнее деревни расположена железнодорожная станция Годуновка на линии Вязьма — Занозная. 

## История
В годы Великой Отечественной войны деревня была оккупирована гитлеровскими войсками в октябре 1941 года, освобождена в марте 1943 года. 